# Alonso Vázquez (peintre)
Alonso Vázquez (1565 – 1607) est un peintre et sculpteur maniériste espagnol de la Renaissance à l'époque dite du Siècle d'or espagnol, fin du XVIe siècle.

## Biographie
Vázquez est né à Ronda en Andalousie, et apprend la peinture à l'école d'Antonio de Arfian, (1554–1587) à Séville. Il fit son apprentissage avec des "serges (sargas)", peintures peu coûteuses sur toile brute, en préparation de fresques et d'huiles sur panneaux de bois.
Il a réalisé un grand nombre d'œuvres, aujourd'hui disparues pour la cathédrale et les couvents de Saint-François et Saint-Paul. Il a peint une série de toiles sur la Vie de saint Raymond, pour le cloître des frères de l'Ordre de la Miséricorde. Il a également été l'un des artistes choisis par la ville de Séville pour peindre le grand catafalque érigé dans la cathédrale au moment du deuil public de la mort de  Philippe II.
Son activité est attestée à Séville de 1588 jusqu'à son départ au Mexique en 1603. Il est mort à Mexico, sous le règne de Philippe III, le 13 avril 1607.